# Pierre Granche

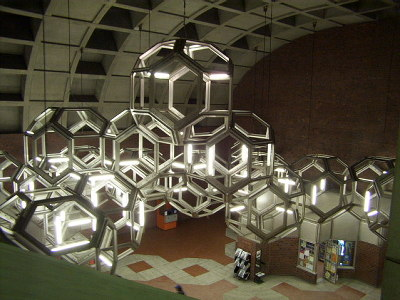
Système, en la estación metro Namur, Montreal

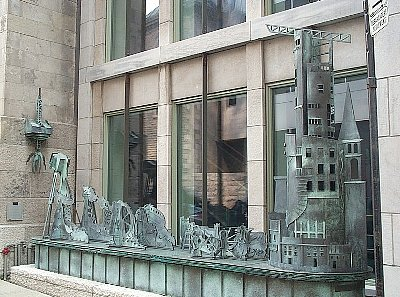
Totem urbain / histoire en dentelles, McCord Museum (exterior), Montreal

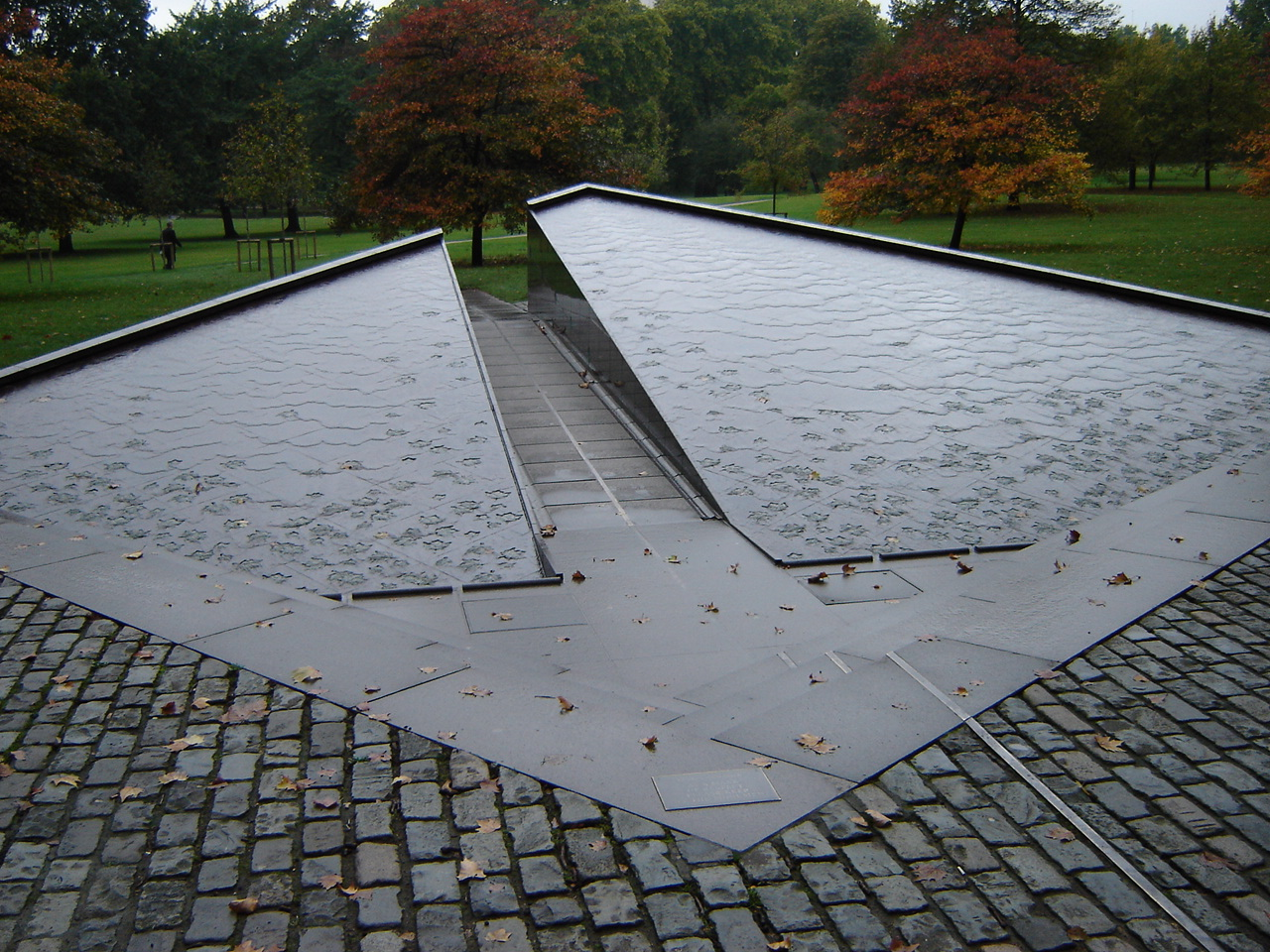
El Monumento a Canadá en Green Park, Londres, cerca del Palacio de Buckingham, rinde homenaje a los canadienses que participaron en las dos Guerras Mundiales.

Pierre Granche (nacido en Montreal en 1948, y muerto en Montreal en 1997))  era un escultor canadiense. Después de haber estudiado en el colegio de Bellas Artes de Montreal y en la Universidad de Vincennes en París, será profesor en el departamento de historia del arte en la Universidad de Montreal, durante veinte años (1975-1997), hasta su muerte en Montreal.

## Obras
Sus obras son principalmente representaciones parcialmente abstractas, muchas en aluminio. Fue muy influyente dentro del mundo artístico de Montreal-Quebence bajo el dominio de la integración del arte y la arquitectura. Algunas de sus obras de arte publicadas son:
- Système, un enorme sistema geométrico dentro de la estación de metro de Namur, Montreal;
- Comme si le temps... de la rue, un conjunto de esculturas simbólicas libres en aluminio, dentro de una fuente visible desde el interior y el exterior de la Plaza de las Artes, en Montreal;
- 32 fois passera, le dernier s'envolera, una colección de pantallas de vidrio con unas formas de planta en aluminio, que simbolizan la educación, dentro del corazón del Pabellón, en Montreal;
- Totem urbain / histoire en dentelle, una representación alegórica de la historia de Montreal, en el museo de McCord, Universidad de McGill, en Montreal;
- Lieu redécouvert, Una variedad de formas piramidales, en el hospital de Le Gardeur, Repentigny en Quebec;
- Égalité / équivalence, un grupo de esculturas que representan perros, hombres alados, y jardines, en la Universidad Laval, en la ciudad de Quebec ;
- Mémorial du Canada, un memorial de guerra en Green Park, en Londres.[3][4]